# Pileolina
Pileolina es un género de foraminífero bentónico de la familia Glabratellidae, de la superfamilia Glabratelloidea, del suborden Rotaliina y del orden Rotaliida. Su especie tipo es Valvulina pileolus. Su rango cronoestratigráfico abarca desde el Pleistoceno hasta la Actualidad.

## Clasificación
Pileolina incluye a las siguientes especies:
- Pileolina calcarata
- Pileolina gracei
- Pileolina haigi
- Pileolina harmeri
- Pileolina minogasiformis
- Pileolina patelliformis
- Pileolina pileolus
- Pileolina radiata
- Pileolina turbinata
- Pileolina zealandica

Otra especie considerada en Pileolina es:
- Pileolina australensis, aceptado como Glabratella australensis